# موتسا
مستوطنة إسرائيلية تعد اليوم حي على الطرف الغربي من القدس الغربية. تقع في تلال يهودا، على ارتفاع 600 متر فوق مستوى سطح البحر، وتتصل بالقدس عن طريق طريق القدس-تل أبيب السريع والطريق الجبلي المتعرج المؤدي إلى هار نوف. تأسست موتسا عام 1854، وكانت أول مزرعة يهودية تأسست خارج أسوار البلدة القديمة في العصر الحديث.

## التاريخ
في عام 1854، اشترى اليهودي البغدادي شاؤول يهودا أراضي زراعية من قرية قالونيا العربية بمساعدة القنصل البريطاني جيمس فن. وقع مسؤول في بناي بريث عقدًا مع سكان سكان موتسا مكنهم من دفع ثمن الأرض على دفعات طويلة الأجل. استقرت هناك أربع عائلات يهودية. أنشأت إحدى العائلات مصنعًا للبلاط والذي كان من أقدم الصناعات في المنطقة.
عام 1870 أنشأ فيها أحد أقدم مصانع النبيذ، مصنع نبيذ تيبيربيرج، الذي كان يُسمى آنذاك إفرات.
في عام 1871، أثناء الحراثة اكتشف أحد السكان، يهوشوا يلين، قاعة كبيرة تحت الأرض من العصر البيزنطي، حولها إلى نزل للمسافرين يوفر مأوى للحجاج في طريقهم إلى القدس.
في عام 1894 أصبحت موتزا قرية موشافا أي مستوطنة زراعية.
عندما زار تيودور هرتزل فلسطين عام 1898، مر عبر موتسا، التي كان عدد سكانها آنذاك 200 نسمة. وزرع شجرة سرو على التل، مفتونًا بالمناظر الطبيعية. وبعد وفاته عام 1904 عن عمر يناهز 44 عامًا، أصبحت هذه المنطقة موقع حج سنوي للشباب الصهاينة الذين زرعوا المزيد من الأشجار حول شجرة هرتزل. أثناء الحرب العالمية الأولى، تم قطع شجرة هرتزل على يد الأتراك الذين كانوا يقومون بتسوية الغابات من أجل الحطب والإمدادات.